# Thaddeus William Harris

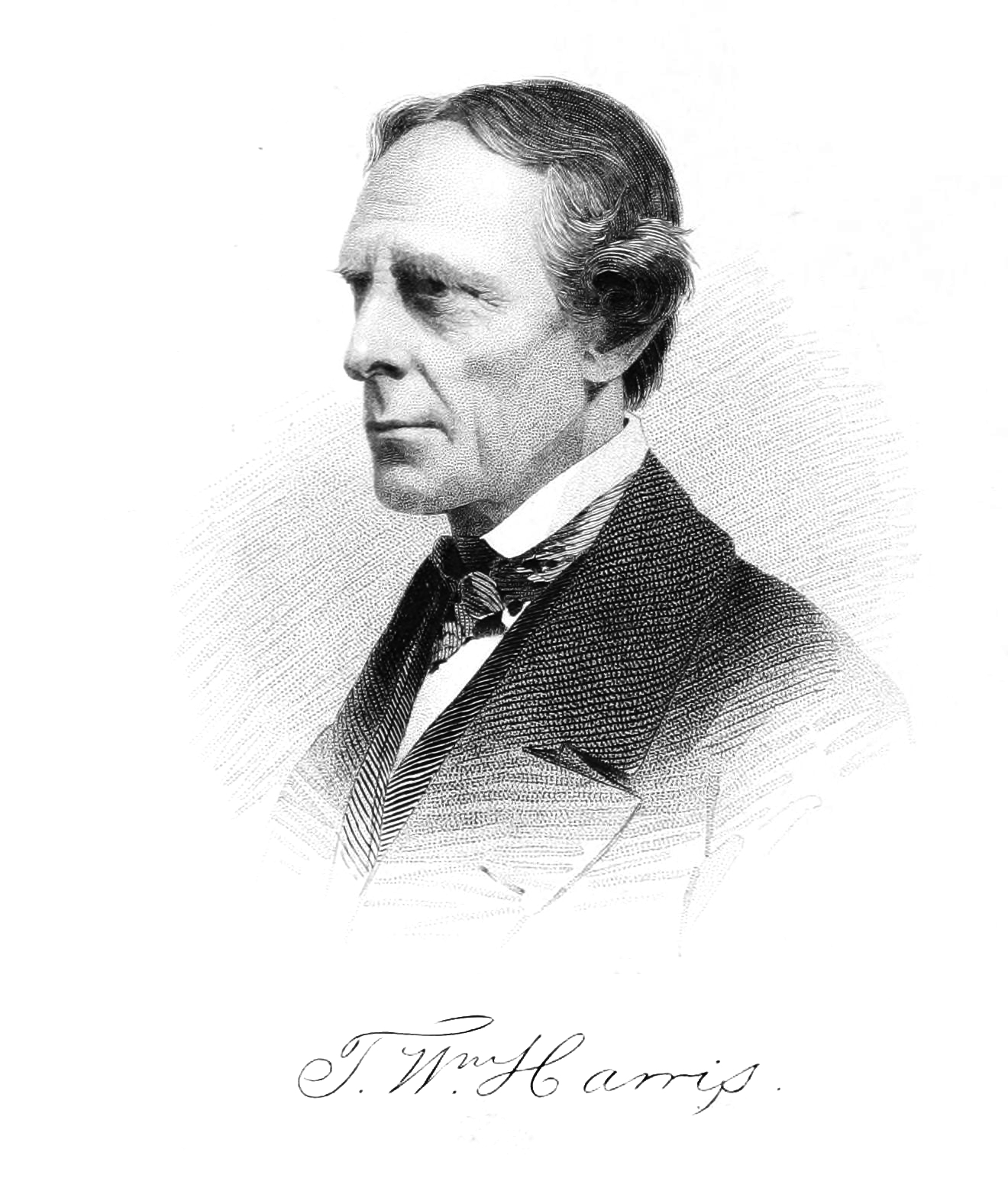
Thaddeus William Harris

Thaddeus William Harris (* 12. November 1795 in Dorchester; † 16. Januar 1856 in Cambridge) war ein US-amerikanischer Entomologe und Botaniker. Mit seinem Buch über Schadinsekten war er ein Pionier der angewandten Entomologie.

## Leben und Wirken
Thaddeus William Harris Vater Thaddeus Mason Harris war unitarischer Geistlicher und zeitweise Bibliothekar in Harvard. Harris studierte an der Harvard University Medizin, mit dem Abschluss (M. D.) 1820. Er praktizierte zunächst als Arzt. 1827 wurde er in die American Academy of Arts and Sciences gewählt. Ab 1831 war er als Nachfolger von Benjamin Peirce Bibliothekar in Harvard. Sein Interesse für Insekten wurde durch den Harvard-Professor William Dandridge Peck (1763–1822) als Student geweckt, und Harris hielt in seiner Zeit als Bibliothekar auch Vorlesungen über Naturgeschichte und war Gründer der Harvard Natural History Society. 1837 war er einer derjenigen, die mit einer Aufnahme der Tier- und Pflanzenwelt von Massachusetts beauftragt wurden. Als Ergebnis legte er einen systematischen Katalog der Insekten von Massachusetts mit 2350 Arten vor. Er bewarb sich um die Professur für Naturgeschichte in Harvard, die aber 1842 an Asa Gray ging.
Harris  war verheiratet und hatte zwölf Kinder.

## Schriften (Auswahl)
- A treatise on some insects injurious to vegetation. Boston 1842, 1852, 1862 (online).